# Авторський знак
А́вторський зна́к — один з основних елементів вихідних відомостей друкованого видання, введений відомим фахівцем бібліотечної справи Любов'ю Хавкіною у 1916 році. Іноді неправильно називається «кеттерівський знак». Складається з букви та двох цифр. Літера — перша літера прізвища автора або назви книги. Цифри визначаються за спеціальними авторськими таблицями, в яких кожній послідовності з декількох перших літер прізвища автора чи назви книги (якщо авторами книги є більш ніж три людини, або авторів немає) відповідає двозначне число. 24-те видання таблиць Л. Б. Хавкіної «Авторські таблиці: Двозначні» вийшло у видавництві «Книга» у 1986 році.
Розташування авторського знаку в друкованому виданні у СРСР визначалося за ГОСТ 7.4-77 та ГОСТ 7.4-86, а в Україні його визначає ДСТУ 4861:2007. Для книжкових видань це — верхній лівий кут обороту титульного листа — відразу під індексом ББК або УДК, а також у лівій частині макету анотованої за каталогом картки навпроти другого рядка бібліографічного опису.
В американській книжковій класифікації є «Кеттерівські таблиці» (cutter table) з елементами такої ж структури, але буква та двозначне число в них позначають рубрику й категорію, до якої належить книга, а не автора/назву.